# Pharus
Pharus é um género botânico pertencente à família Poaceae.
Na classificação taxonômica de Jussieu (1789), Pharus é o nome de um gênero botânico,  ordem  Gramineae,  classe Monocotyledones com estames hipogínicos.

## Principais espécies
- Pharus ecuadoricus Judz.
- Pharus glaber Kunth
- Pharus longifolius Swallen
- Pharus parvifolius Nash